# Миколаївка (Миколаївський старостинський округ, Лозівська міська громада)
Микола́ївка —  село в Україні, у Лозівському районі Харківської області. Населення становить 453 осіб. Входить до складу Лозівської міської громади.

## Географія
Село Миколаївка знаходиться на правому березі річки Мала Тернівка, за 15 км від районного центру. Вище за течією на відстані 2,5 км розташоване село Олексіївка, нижче по течії на відстані 2 км розташоване село Мар'ївка. На річці велика загата.

## Історія
Село засноване в 1651 році, і тоді мало назву Потощина. В 1865 році перейменоване в село Миколаївка.
Мешканець Миколаївки М. Кухаренко був учасником повстання на броненосці "Потьомкін".
Під час Другої світової війни село тричі переходило з рук в руки. Восени 1943 року, під час відступу, село було спалене німцями. Після війни село відбудовано. Мешканець Миколаївки В. Микитенко отримав звання Героя СРСР.
До 2018 року орган місцевого самоврядування — Миколаївська сільська рада. Сільраді були підпорядковані села Копані, Литовщина, Мар'ївка, Олексіївка, Поди.

## Економіка
За часів СРСР село було центром колгоспу ім. Щорса. Артіль шість разів була учасником Всесоюзної сільськогосподарської виставки за високі врожаї. Колосп мав найбільшу в Лозівському районі пасіку (збір меду від однієї бджолиної сім'ї становив 30-40 кг / рік).

## Культура
Село має одинадцятирічну школу, клуб та бібліотеку. За часів СРСР було засновано газету "Трибуна колгоспника".

## Видатні жителі села

### Учасники партизанського руху в роки II світової війни
-Кравченко Яків Архипович - перший голова колгоспу "Червоний жовтень" в Миколаївці, в роки II світової війни був залишений для підпільної роботи, організував партизанський загін "Вуйко" що надалі діяв в лісах Тернопільщини.
-Ведмеденко Іван Устимович - кадровий військовий, воював у партизанському загоні ім.Котовського.
-Грубник Семен Давидович - в роки II світової війни був партизаном в Ізюмських лісах.
-Мурашко (Пінчук) Агафія Петрівна - допомагала солдатам, які виходили з оточення.
-Рядовець Дмитро Федорович - зробив спробу створити підпільну групу, схоплений німецькими військовими за доносом місцевих поліцаїв.
-Прокопенко І.М. - керівник групи "Пошук"

### Ліквідатори аварії на Чорнобильській АЕС
-Мосієнко Олександр Йосипович
-Спиця Анатолій Олексійович
-Кедь Сергій Васильович

### Громадські діячі
-Яковлева Ольга Василівна - математик, автор статей. Автор історичної книги  "Село Потощиною звалось..."
-Мурашка Віктор Миколайович - голова сільської ради
-Шталь Марія Миколаївна - педагог, колишній директор Миколаївської ЗОШ